# Писъци (филм)
„Писъци“ (на английски: Screamers) е киберпънк филм от 1995 година на режисьора Кристиян Дюгей.
Сценарият е базиран на разказа „Втората разновидност“ (Second Variety) на Филип К. Дик. Главните роли се изпълняват от Питър Уелър, Рой Дюпюи и Дженифър Рубин.
Филмът е заснет в канадската провинция Квебек на 35 mm филмова лента.
Представен е за първи път на Международния филмов фестивал в Торонто през 1995 г. Премиерата му в България е на 14 декември 1997 г.